# Panthera pardus spelaea
Panthera pardus spelaea (пантера плямиста печерна) — вимерлий підвид пантер, поширений в Європі в плейстоцені. Скам'янілості льодовикового періоду в Європі іноді зустрічаються в печерах, де звірі, мабуть, шукали притулку або ховали свою здобич. Кістки цієї пантери в печерах трапляються значно рідше, ніж лева, й усі належать дорослим особинам, отже, малят вони вирощували в інших місцях. Викопні залишки підвиду знайдено в Швейцарії, Франції, Італії, Іспанії, Німеччині, Великій Британії, Польщі, Греції, Болгарії, Хорватії, Боснії й Герцеговині. Субфосилії знайдено в Україні — Ольвія, проте, можливо, це були імпортовані з Малої Азії тварини, що жили в неволі.

## Опис

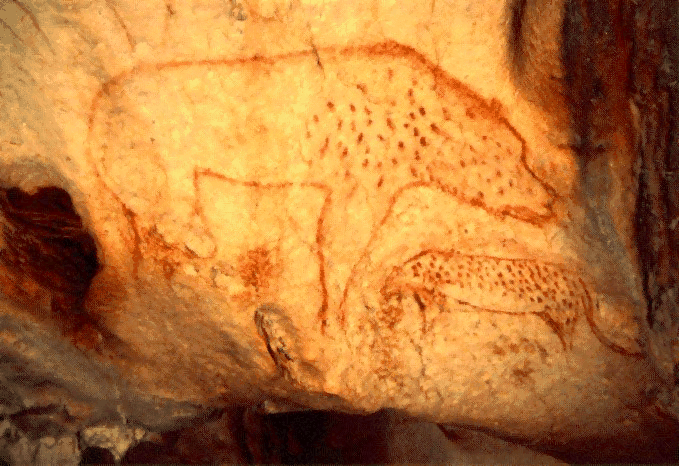
зображення P. p. spelaea (праворуч унизу)

За розміром тварина не повинна була відрізнятися від сучасної плямистої пантери, але шерсть, як передбачається, мала бути за кольором як у нинішнього снігового барса. Ця пантера полювала на велику здобич того часу: кінь Пржевальського, олень благородний, олень північний, великорогий олень, дикий кабан, козиця звичайна, козел альпійський, сарна європейська. Зображення печерної плямистої пантери знайдено в печері Шове. На ньому видно, що черево було без плям, біле.